# 曾國豐

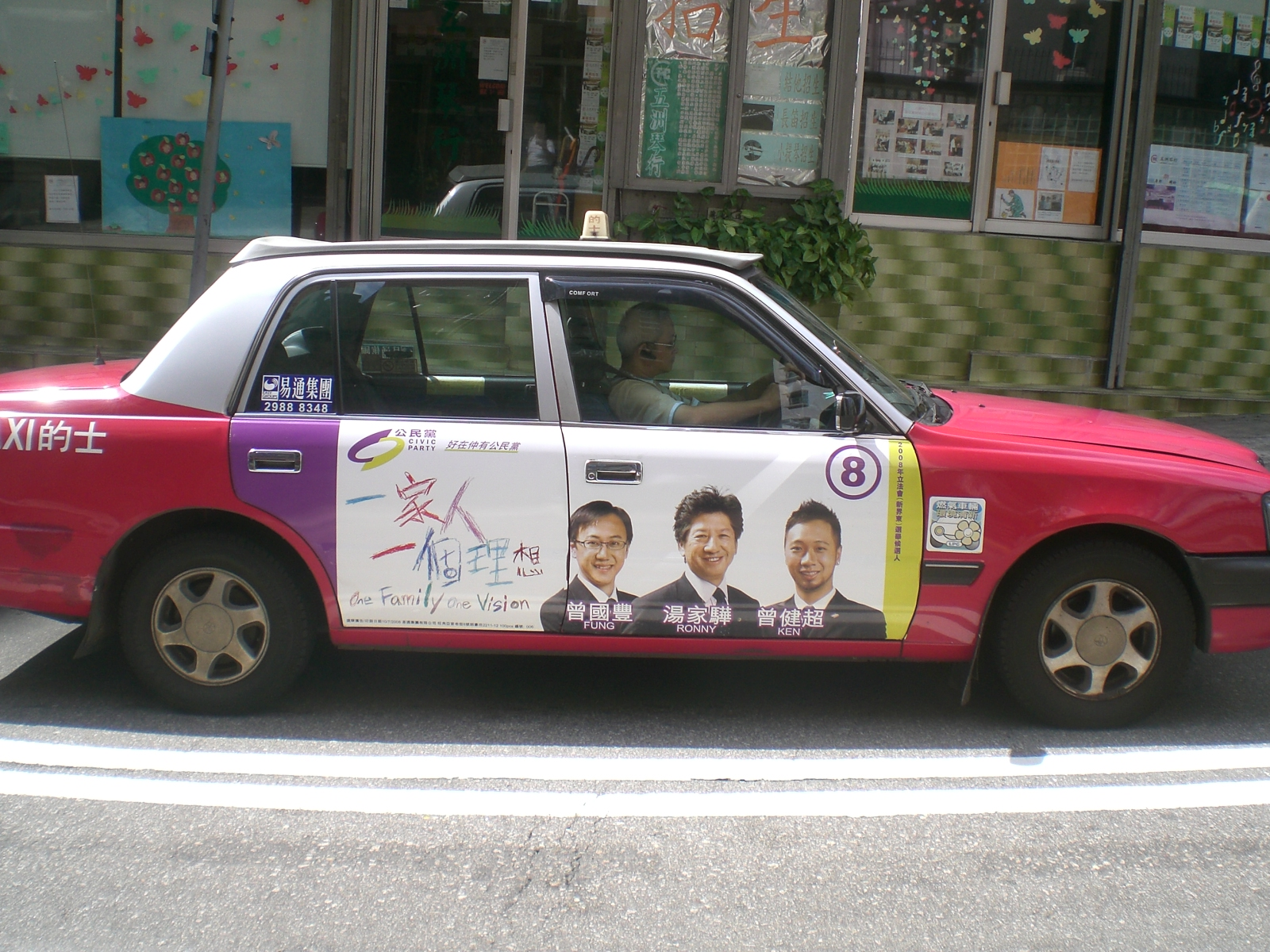
2008年香港立法會選舉期間，公民黨新界東團隊的宣傳

曾國豐（Tsang Kwok Fung，1972年—），香港人，曾任公民黨執行委員會成員（黨務發展），曾任公民黨前總策劃幹事及經濟及公共財務政策支部主席，梁耀忠議員助理，前綫創會執行委員。在2007年區議會選舉挑戰大埔區大埔墟區議員、民建聯立法會議員李國英，結果以189票之差落敗。
曾國豐的父親在區內開藥行當中醫，母親活躍於區內活動。而他在香港浸會大學就讀時，就活躍於學運界，曾任香港浸會大學學生會第二十六任會長，畢業後曾於葵青區議員兼立法會議員梁耀忠辦事處當助理，後到英國深造，並曾在壹週刊及東方報業集團當記者。曾國豐每次落區拉票，都打著「年輕、民主、翻新舊區」旗幟，身邊總有大班親朋戚友、街坊街里現身助選。他直言，黨資源不及對手，其助選團都靠親戚朋友「搭膊頭」仗義襄助。亦有地區人士直言，論地區政績和知名度，「空降」的曾國豐的表現可謂「完全等於零」，全賴父母協調拉票。
泛民曾國豐與時任民建聯立法會議員李國英爭奪大埔墟議席相當激烈，香港各大新聞台均直播該區選情。
在獲選感言之中，雙料議員民建聯的李國英表示，感謝曾國豐是一位高質素的對手。
區選一役高票落選激發他再接再厲，他辭去公民黨總策劃幹事一職，專注地區工作，並且於2008年香港立法會選舉夥拍上屆議員湯家驊及另一個新人曾健超代表公民黨出選新界東，但最終僅得名單首位的湯家驊以第六的得票率取得議席。
曾國豐於2010年轉職香港職工會聯盟屬下的國泰空中服務員工會擔任總幹事，續擔當公民黨執委至2012年。

## 外部連結
- 曾國豐的雅虎網誌 （页面存档备份，存于）
- 區選監察網站

| 政黨職務            | 政黨職務                              | 政黨職務                             |
| ------------------- | ------------------------------------- | ------------------------------------ |
| 前任： 由總幹事分拆 | 公民黨總策劃幹事 14/5/2007-30/11/2007 | 繼任： 歐陽志飛                      |
| 前任： 首任         | 公民黨總幹事 2006-13/5/2007           | 繼任： 分拆成總策劃幹事 及總行政幹事 |